# Kokosöarna

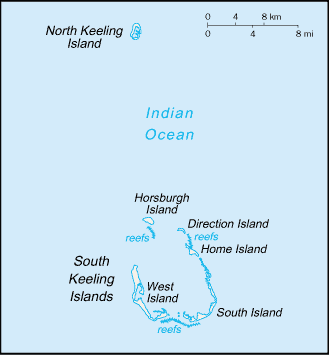
Karta över Kokosöarna.

Kokosöarna alternativt Cocosöarna, Cocos Islands, Keeling Islands, är en australisk ögrupp i Indiska Oceanen. Den är belägen väster om Julön, sydväst om Indonesien. År 2014 beräknades det att det bodde 596 personer på öarna. Huvudorten är West Island och största ort är Bantam Village på Home Island.

## Geografi
Kokosöarna består av två låga korallatoller, 14 km² stora. Högsta höjden är fem meter över havet. Klimatet är varmt med sydostliga vindar under nio månader om året. De enda naturresurserna är fisk och kokos och på ön råder det brist på färskvatten. Den norra atollen består av en enda obebodd ö North Keeling Island. Den södra atollen, South Keeling Islands, består av 24 öar varav endast West Island och Home Island är bebodda. De två största obebodda öarna är Horsburgh Island och South Island.

## Näringsliv
Det finns en mindre turistindustri som baseras på sol, bad och natur. Det finns en flygplats på West Island med flyg till Australien. En del kokosodling och fiske finns också.

## Historia
Ögruppen upptäcktes av kapten William Keeling 1609 men den var obebodd fram till den 6 december 1825 då kapten John Clunies-Ross började röja mark. Han och hans efterföljande blev rika genom att skörda kokos. 1857 blev den en del av Brittiska samväldet. Den 23 november 1955 överfördes ansvaret till Australien. 1978 köpte Australien marken från Clunies-Ross. Den 4 april 1984 röstade invånarna för att ögruppen skulle tillhöra Australien.
Jordbävningen i Indiska oceanen 2004 orsakade inte några dödsfall på Kokosöarna.